# The Inner Light
"The Inner Light" é uma canção escrita por George Harrison e gravada pelos Beatles como Lado B de Lady Madonna. Foi a primeira canção de George a entrar em um single dos Beatles.
A gravação também está disponível em álbuns de compilação dos Beatles, como Past Masters, Volume Two.
Na gravação, George executa o vocal principal e John Lennon e Paul McCartney realizam o vocal de apoio. A parte instrumental foi gravada em Bombaim, na Índia, com vários músicos indianos utilizando instrumentos locais.

## Letra
A letra da canção foi inspirada no poema "The Inner Light" do Tao Te Ching, por sugestão de Juan Mascaró, professor de sânscrito de Cambridge.

## Créditos
- George Harrison: Vocal principal
- John Lennon: Vocais de apoio
- Paul McCartney: Vocais de apoio
- Sharad Jadev, Hanuman Jadev: shehnai
- S.R. Kenkarae, Hari Prasad Chaurasia: flauta
- Ashish Khan: sarod
- Mehapurush Misra: tabla, pakhavaj
- Shambu-Das, Indril Bhattacharya, Shankar Ghosh: sitar
- Rijram Desad: dholak, harmônio